# D’yer Mak’er
D’yer Mak’er [dʒəˈmeɪkə] ist ein Lied der englischen Rockband Led Zeppelin, das am 9. März 1973 als Single aus ihrem fünften Studioalbum Houses of the Holy veröffentlicht wurde. Der Titel ist ein Wortspiel mit dem Wort Jamaica, wenn es im Cockney-Dialekt ausgesprochen wird.

## Musik

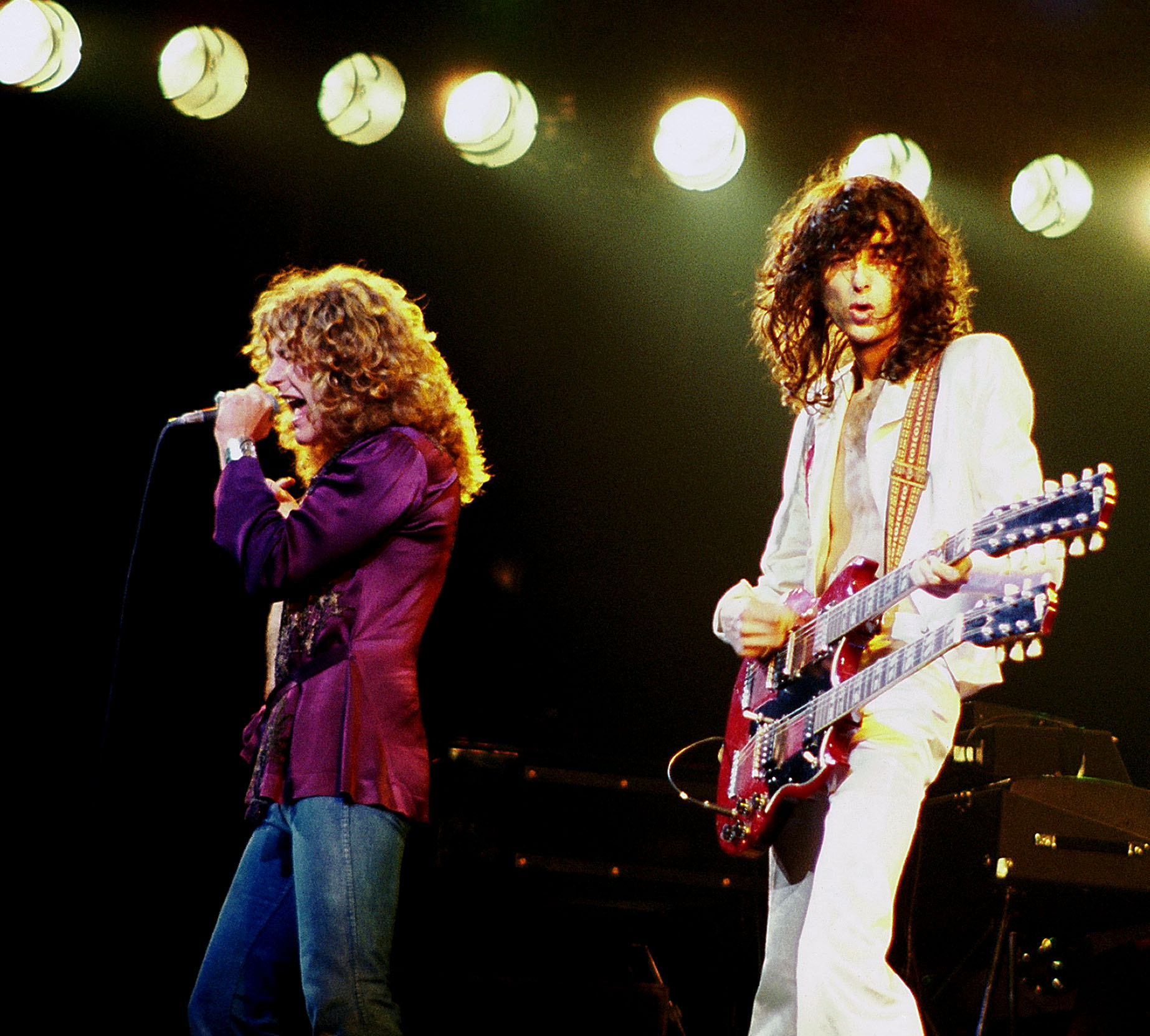
Robert Plant und Jimmy Page

Dieser Song spielte mit Reggae, der in den frühen 1970er Jahren in Jamaika entstand. Die Komposition wird auf die Proben von Led Zeppelin im Herrenhaus Stargroves in Hampshire im Jahr 1972 zurückgeführt, als Schlagzeuger John Bonham mit einem an den Doo Wop der 1950er Jahre angelehnten Beat begann und diesen dann in ein leichtes Off-Beat-Tempo drehte, woraus sich ein Reggae-Einfluss ergab. Der Schlagzeugsound wurde durch die Platzierung von drei Mikrofonen in einigem Abstand zu Bonhams Schlagzeug erzeugt.
Dieses Stück und der Song The Crunge (eine Funk-Adaption) wurden von vielen Hörern nicht ernst genommen, und einige Kritiker übten scharfe Kritik. In einem Interview, das er 1977 gab, ging Jimmy Page auf diese negative Reaktion ein: „Ich habe nicht erwartet, dass die Leute es nicht verstehen würden. Ich dachte, es war ziemlich offensichtlich. Der Song selbst war eine Mischung aus Reggae und einer 50er-Jahre-Nummer, Poor Little Fool, Ben E. Kings Stück, solche Sachen.“
Der Bassist von Led Zeppelin, John Paul Jones, äußerte seine Abneigung gegen den Song und sagte, er sei als Scherz im Studio entstanden und nicht genau genug durchdacht worden. Nach der Veröffentlichung des Albums wollte Robert Plant den Song als Single in Großbritannien veröffentlichen. Atlantic Records verteilte vorab Promo-Kopien an DJs (heute wertvolle Sammlerstücke). Während die Single in den USA veröffentlicht wurde und am 29. Dezember 1973 einen Spitzenplatz auf Platz 20 erreichte, wurde sie jedoch in Großbritannien nie als Single veröffentlicht.
Der Song wurde bei Led-Zeppelin-Konzerten nie ganz live gespielt, nur Teile davon waren in Whole Lotta Love bei der Nordamerika-Tournee 1975 zu hören.
D’yer Mak’er ist einer der wenigen Led-Zeppelin-Songs, bei dem alle vier Mitglieder als Komponist genannt werden.

## Songtitel
In einem Interview sprach Plant 2005 über die verschiedenen Interpretationen und Aussprachen des Titels des Liedes. Er erklärte, dass der Titel von einem alten Witz abgeleitet ist, in dem zwei Freunde den folgenden Austausch haben: „Meine Frau ist auf die Westindischen Inseln gegangen.“ – „Jamaika?“, was im Cockney-Dialekt wie „D’yer mak’er? / Did you make her?“ („Hast du sie gezwungen?“) klingt. „Nein, sie wollte gehen“.
Der Titel, der im Songtext nicht vorkommt, wurde gewählt, weil er das Reggae-Gefühl des Liedes widerspiegelt und auch dem Humor der Gruppe entsprach. Da die Zuhörer den Witz nicht kannten und die Apostrophe im Titel ignorierten, sprachen DJs und Fans den Titel oft fälschlicherweise als „dire maker“ aus. Diese Verwirrung und falsche Aussprache war laut Jimmy Page in den USA häufiger als in Großbritannien.

## Rezensionen
In einer zeitgenössischen Rezension für Houses of the Holy gab Gordon Fletcher vom Rolling Stone D’yer Mak’er eine negative Bewertung und nannte es eine „nackte Imitation“, zusammen mit „The Crunge“, sowie „leicht“ eines der schlechtesten Dinge, die die Band je versucht hat. Fletcher meinte, der Track sei ein „erbärmlicher Versuch, Reggae zu spielen, mit dem Zep wahrscheinlich von der Insel gelacht würde, wenn sie sich die Mühe machen würden, ihn in Jamaika zu spielen.“ Fletcher endete damit, der Track sei „unerträglich plump und völlig frei von der Sensibilität der einheimischen Form.“
Axl Rose nannte ihn als einen Song, der ihm als Teenager viel bedeutete: „That got me into heavy rock.“
Der Song wurde 1999 in den Radio Caroline „Top 500 Tracks“ auf Platz 453 gelistet.

## Kommerzieller Erfolg

### Chartplatzierungen
| ChartsChartplatzierungen       | Höchstplatzierung | Wochen |
| ------------------------------ | ----------------- | ------ |
| Vereinigte Staaten (Billboard) | 20 (16 Wo.)       | 16     |

### Auszeichnungen für Musikverkäufe
| Land/Region       | Auszeichnungen für Musikverkäufe (Land/Region, Auszeichnung, Verkäufe) | Verkäufe |
| ----------------- | ---------------------------------------------------------------------- | -------- |
| Neuseeland (RMNZ) | Gold                                                                   | 15.000   |
| Insgesamt         | 1× Gold ·                                                              | 15.000   |

Hauptartikel: Led Zeppelin/Auszeichnungen für Musikverkäufe

## Coverversionen
Sheryl Crow veröffentlichte 1995 eine Coverversion des Songs.